# Влада Антона Корошеца
Влада Антона Корошеца је била влада Краљевине Срба, Хрвата и Словенаца која је владала од 27. јула 1928. до 6. јануара 1929. године.

## Историја
Влада је била задња под Видовданским уставом пре увођења Шестојануарске диктатуре.

## Чланови владе
| Функција                                                  | Слика | Име и презиме             | Детаљи |
| --------------------------------------------------------- | ----- | ------------------------- | ------ |
| Председник Министарског савета и министар унутрашњих дела |       | Антон Корошец             |        |
| Министар иностраних дела                                  |       | Војислав Д. Маринковић    |        |
| Министар војске и морнарице                               |       | Стеван Хаџић              |        |
| Министар правде                                           |       | Милорад Вујичић           |        |
| Министар просвете                                         |       | Милан Грол                |        |
| Министар финансија                                        |       | Нико Суботић              |        |
| Министар грађевина                                        |       | Грга Будислав Анђелиновић |        |
| Министар трговине и индустрије                            |       | Мехмед Спахо              |        |
| Министар пољопривреде                                     |       | Владимир Андрић           |        |
| Министар пошта и телеграфа                                |       | Богољуб Кујунџић          |        |
| Министар шума и рудника                                   |       | Петар Марковић            |        |
| Министар социјалне политике                               |       | Стјепан Барић             |        |
| Министар вера                                             |       | Драгиша Цветковић         |        |
| Министар народног здравља                                 |       | Чедомир Михајловић        |        |
| Министар аграрне реформе                                  |       | Дака Поповић              |        |
| Министар саобраћаја                                       |       | Андра Станић              |        |
| Министар без портфеља                                     |       | Илија Шуменковић          |        |